# Technomyrmex fulvus
Technomyrmex fulvus es una especie de hormiga del género Technomyrmex, subfamilia Dolichoderinae. Fue descrita científicamente por Wheeler en 1934.
Se distribuye por Colombia, Costa Rica y Panamá. Se ha encontrado a elevaciones de hasta 1210 metros. Vive en microhábitats como la vegetación baja y en nidos.